# Cholet
Cholet er en by vest i Frankrig i departementet Maine-et-Loire i regionen Pays-de-la-Loire, 65 km sydøst for Nantes. I dag har byen cirka 55.000 indbyggere, mens den i 1906 havde 16.554 indbyggere.
Cholet ligger på en højde på højre side af floden Moine, som blev krydset af en bro i 1400-tallet.

## Historie
Væveindustrien gjorde, at byen blomstrede under Edouard Colbert, greve af Maulevrier og bror til Jean-Baptiste Colbert. Byen led kraftig nød under Oprøret i Vendée i 1793, og i årene efter dette var den derfor næsten uden indbyggere.

## Økonomi
Hovederhverv i byen er hørforarbejdning og fremstilling af hørlommetørklæder.